# Religión en Timor Oriental
La mayoría de la población de Timor Oriental es católica , y la Iglesia católica es la institución religiosa dominante, aunque no es formalmente la religión del estado. También hay pequeñas comunidades protestantes y sunitas musulmanas .
La constitución de Timor Oriental protege la libertad de religión, y los representantes de las comunidades católicas, protestantes y musulmanas en el país informan generalmente buenas relaciones, aunque los miembros de grupos comunitarios ocasionalmente enfrentan obstáculos burocráticos, particularmente con respecto a la obtención de certificados de matrimonio y nacimiento.

## Descripción general

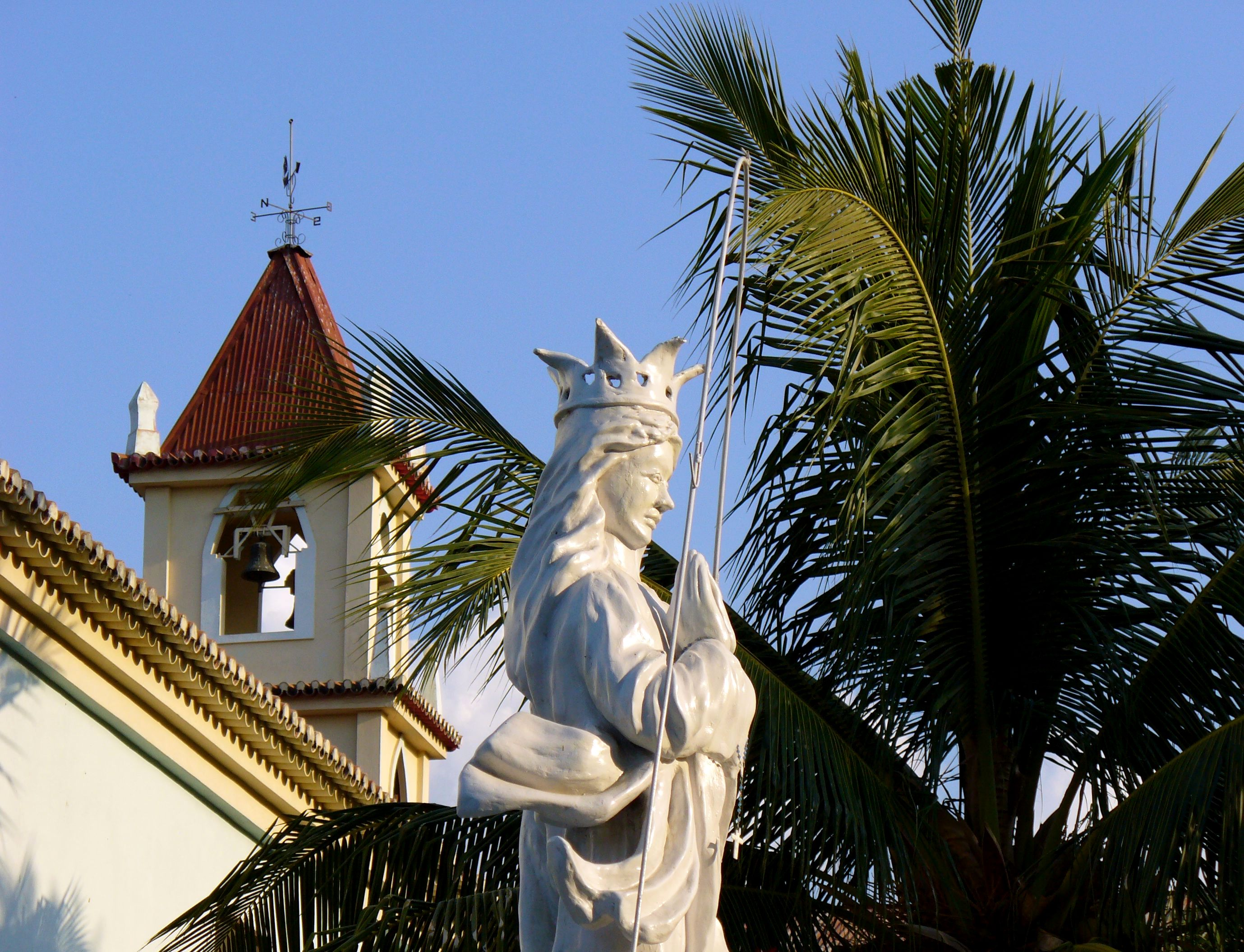
Iglesia de la localidad de Balide, cerca de Dili.

Según un informe del Banco Mundial de 2005 , el 98% de la población es católica, el 2% Protestante y menos del 0,5% musulmán. La mayoría de los ciudadanos también conserva algunos vestigios de creencias y prácticas animistas, que han llegado a considerar más culturales que religiosas.
El número de iglesias ha crecido de 100 en 1974 a más de 800 en 1994, y la membresía de la Iglesia creció considerablemente bajo el gobierno de Indonesia, ya que Pancasila , la ideología estatal de Indonesia, exige que todos los ciudadanos crean en un Dios . Los sistemas de creencias animistas de Timor Oriental no encajaban con el monoteísmo constitucional de Indonesia , lo que resultó en conversiones masivas al cristianismo. El clero portugués fue reemplazado por sacerdotes indonesios y la misa en latín y portugués fue reemplazada por la misa en Indonesia. Antes de la invasión, solo el 20 por ciento de los timorenses orientales eran católicos, y en la década de 1980, el 95 por ciento estaban registrados como católicos. Con más del 90 por ciento de la población católica, Timor Oriental es actualmente uno de los países más densamente católicos del mundo.
El número de protestantes y musulmanes disminuyó significativamente después de septiembre de 1999 porque estos grupos estaban representados desproporcionadamente entre los partidarios de la integración con Indonesia y entre los funcionarios indonesios asignados a trabajar en la provincia desde otras partes de Indonesia, muchos de los cuales abandonaron el país en 1999. Las fuerzas militares indonesias anteriormente estacionadas en el país incluían un número significativo de protestantes, que desempeñaron un papel importante en el establecimiento de iglesias protestantes en el territorio. Menos de la mitad de esas congregaciones existían después de septiembre de 1999, y muchos protestantes se encontraban entre los que permanecieron en Timor Occidental. Las Asambleas de Dios es la más grande y activa de las denominaciones protestantes. 
El país tenía una importante población musulmana durante la ocupación indonesia y árabe, compuesta principalmente por inmigrantes de etnia malaya de las islas indonesias. También hubo algunos conversos étnicos de Timor Oriental al islam, así como un pequeño número descendiente de musulmanes árabes que vivían en el país mientras estaba bajo la autoridad portuguesa. El último grupo estaba bien integrado en la sociedad, pero los musulmanes malayos étnicos a veces no lo estaban. Solo quedaba un pequeño número de musulmanes malayos étnicos  
Los grupos misioneros nacionales y extranjeros operan libremente.
La Constitución establece la libertad de religión , y el Gobierno generalmente respeta este derecho en la práctica. Los abusos sociales o la discriminación basada en creencias o prácticas religiosas ocurren, pero son relativamente poco frecuentes.  

## Catolicismo

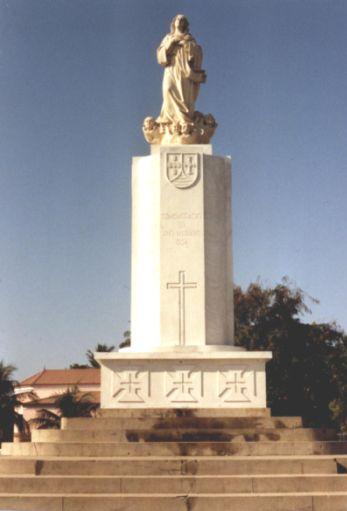
Columna de Santa Maria en Dili

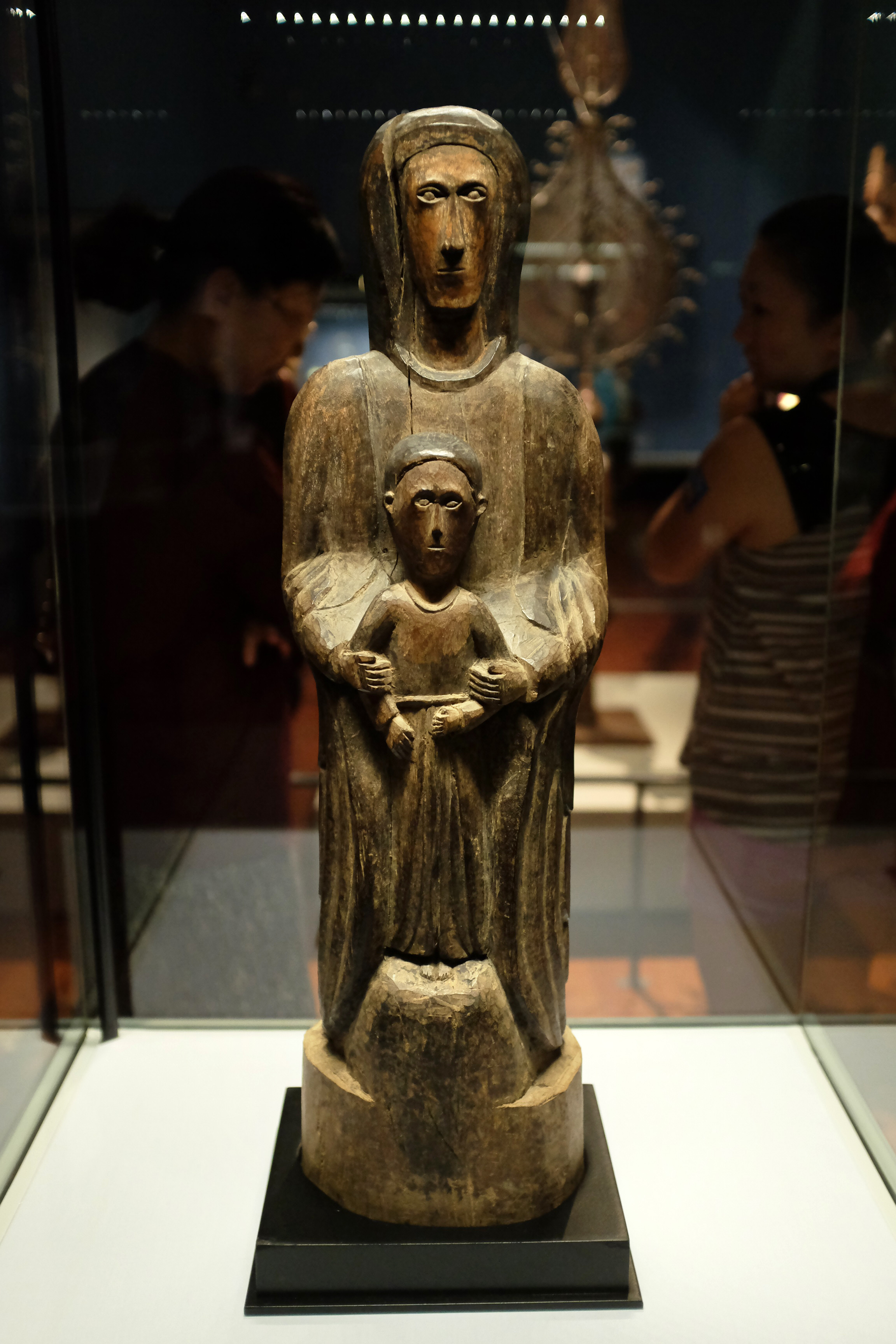
La Virgen y el niño, obra del siglo XIX

La Iglesia católica cuenta con más de 900,000 fieles en Timor Oriental, un legado de su condición de excolonia portuguesa . Desde su independencia de Indonesia, Timor Oriental se convirtió en el segundo país predominantemente católico en Asia (después de Filipinas): aproximadamente el 96% de la población es católica .
El país está dividido en tres diócesis; Dili , Maliana y Baucau , todas los cuales están sujetos inmediatamente a la Santa Sede .
El nuncio apostólico de Timor Oriental es al mismo tiempo el nuncio de Malasia. El puesto ha estado vacante desde el 11 de octubre de 2019
A principios del siglo XVI, los comerciantes portugueses y holandeses se pusieron en contacto con Timor Oriental. Los misioneros mantuvieron un contacto esporádico hasta 1642 cuando Portugal se hizo cargo y mantuvo el control hasta 1974, con una breve ocupación por parte de Japón durante la Segunda Guerra Mundial.
Indonesia invadió Timor Oriental en 1975 y anexó la antigua colonia portuguesa. Los sistemas de creencias animistas de Timor Oriental no encajaban con el monoteísmo constitucional de Indonesia , lo que resultó en conversiones masivas al cristianismo. El clero portugués fue reemplazado por sacerdotes indonesios y la misa en latín y portugués fue reemplazada por la misa en Indonesia. La Iglesia desempeñó un papel importante en la sociedad durante la ocupación indonesia de Timor Oriental . Mientras que solo el 20% de los timorenses orientales se llamaban católicos en el momento de la invasión de 1975, la cifra aumentó para alcanzar el 95% al final de la primera década después de la invasión. Durante la ocupación, el obispo Carlos Felipe Ximenes Belo convirtió en uno de los defensores más destacados de los derechos humanos en Timor Oriental y muchos sacerdotes y monjas arriesgaron sus vidas al defender a los ciudadanos de los abusos militares. La visita de 1989 del Papa Juan Pablo II a Timor Oriental expuso la situación del territorio ocupado a los medios mundiales y proporcionó un catalizador para que los activistas de la independencia busquen apoyo global. Oficialmente neutral, el Vaticanodeseaba mantener buenas relaciones con Indonesia, la nación musulmana más grande del mundo. A su llegada a Timor Oriental, el Papa besó simbólicamente una cruz y luego la presionó contra el suelo, aludiendo a su práctica habitual de besar el suelo al llegar a una nación, y evitando sugerir abiertamente que Timor Oriental era un país soberano. Habló fervientemente contra los abusos en su sermón, evitando nombrar a las autoridades indonesias como responsables. El Papa habló en contra de la violencia en Timor Oriental, y pidió a ambas partes que muestren moderación, implorando a los timorenses orientales que "amen y oren por sus enemigos"
En 1996, el obispo Carlos Felipe Ximenes Belo y José Ramos-Horta , dos activistas líderes de Timor Oriental por la paz y la independencia, recibieron el Premio Nobel de la Paz por  su trabajo hacia una solución justa y pacífica del conflicto en Timor Oriental ".
Varios sacerdotes y monjas fueron asesinados en la violencia en Timor Oriental que siguió al referéndum de Independencia de 1999. La nueva nación independiente declaró tres días de duelo nacional tras la muerte del papa Juan Pablo II en 2005.
La Iglesia Católica sigue muy involucrada en política, con sus confrontaciones de 2005 con el gobierno sobre la educación religiosa en la escuela y la renuncia a los juicios por crímenes de guerra por atrocidades contra Timor Oriental por parte de Indonesia . También han respaldado al nuevo Primer Ministro en sus esfuerzos por promover la reconciliación nacional. En junio de 2006, Catholic Relief Services recibió ayuda de los Estados Unidos para ayudar a las víctimas de meses de disturbios en el país. El número de iglesias ha crecido de 100 en 1974 a más de 800 en 1994 .
Desde 2015, los salesianos de Don Bosco y las Hijas de María Auxiliadora con la ayuda de una organización de ayuda internacional Stop Hunger Now, han estado proporcionando a más de 1.100 estudiantes en todo el país una mejor nutrición a través de comidas fortificadas con arroz

## Religiones minoritarias
El islam es una religión minoritaria en Timor Oriental. El Departamento de Estado de EE. UU. Y el World Factbook de la CIA estiman que los musulmanes representan el 0.2% de la población. El primer Primer ministro de Timor Oriental, Mari Alkatiri, es un musulmán sunita.[cita requerida]
En 2010, los Archivos de Datos de la Asociación de Religión informaron que, según la World Christian Database, los musulmanes constituían el 3.6% de la población. También informó que el 0,4% de la población se identificó como ateo o agnóstico, y que el budismo y la religión popular china constituían cada uno el 0,2% de la población. También informó que las poblaciones no despreciables siguieron la Fe Bahá'í, el hinduismo y las neoreligiones, y cada grupo comprendía menos del 0.1% de la población.

## Encuestas
| Religión en Timor Oriental (2015) | Religión en Timor Oriental (2015) | Religión en Timor Oriental (2015) | Religión en Timor Oriental (2015) | Religión en Timor Oriental (2015) |
| --------------------------------- | --------------------------------- | --------------------------------- | --------------------------------- | --------------------------------- |
| Religión                          | Religión                          |                                   | Porcentaje                        | Porcentaje                        |
| Catolicismo                       | Catolicismo                       |                                   | 97.57 %                           | 97.57 %                           |
| Protestantismo                    | Protestantismo                    |                                   | 1.96 %                            | 1.96 %                            |
| islam                             | islam                             |                                   | 0.24 %                            | 0.24 %                            |
| otras                             | otras                             |                                   | 0.2 %                             | 0.2 %                             |
| Fuente:                           |                                   |                                   |                                   |                                   |

| Religión en Timor Oriental (2016) | Religión en Timor Oriental (2016) | Religión en Timor Oriental (2016) | Religión en Timor Oriental (2016) | Religión en Timor Oriental (2016) |
| --------------------------------- | --------------------------------- | --------------------------------- | --------------------------------- | --------------------------------- |
| Religión                          | Religión                          |                                   | Porcentaje                        | Porcentaje                        |
| Catolicismo                       | Catolicismo                       |                                   | 98.3 %                            | 98.3 %                            |
| Protestantismo                    | Protestantismo                    |                                   | 1.2 %                             | 1.2 %                             |
| islam                             | islam                             |                                   | 0.3 %                             | 0.3 %                             |
| Fuente:                           |                                   |                                   |                                   |                                   |

La constitución de Timor Oriental establece la libertad de religión, y especifica que no existe una religión estatal y que las entidades religiosas están separadas del estado. Sin embargo, la Constitución elogia a la Iglesia Católica por su papel en asegurar la independencia del país , y un concordato con la Santa Sede otorga ciertos privilegios a la Iglesia Católica. El gobierno proporciona fondos de manera rutinaria a la Iglesia Católica, y otras organizaciones religiosas pueden solicitar fondos.
Las organizaciones religiosas no están obligadas a registrarse en el gobierno y pueden solicitar el estado de exención de impuestos del Ministerio de Hacienda . Si una organización desea administrar escuelas privadas o proporcionar otros servicios comunitarios, es necesario registrarse en el Ministerio de Justicia .
Los líderes religiosos han denunciado incidentes en los que servidores públicos individuales han denegado el servicio a miembros de minorías religiosas, pero no consideran que se trate de un problema sistemático. Sin embargo, el gobierno ha rechazado rutinariamente los certificados de nacimiento y matrimonio de organizaciones religiosas distintas de la Iglesia Católica. Los certificados civiles son la única opción que tienen las minorías religiosas para el reconocimiento gubernamental de matrimonios y nacimientos.
Los representantes de las comunidades católica, protestante y musulmana en Timor Oriental mantienen buenas relaciones entre sí